# Organisatie voor het Verbod op Chemische Wapens
De Organisatie voor het Verbod op Chemische Wapens (Engels: Organisation for the Prohibition of Chemical Weapons en afgekort tot OPCW) is een autonome internationale, multilaterale organisatie die haar zetel heeft in Den Haag. De organisatie werkt samen met de Verenigde Naties.
Behalve het hoofdkwartier in Den Haag heeft deze organisatie tevens het OPCW Centre for Chemistry and Technology (ChemTech Centre) te Nootdorp.
De Organisatie voor het Verbod op Chemische Wapens werd op 11 oktober 2013 de Nobelprijs voor de Vrede toegekend "voor haar grote inspanningen om chemische wapens te elimineren".

## Verdrag
De OPCW is opgericht om chemische wapens te (doen) vernietigen en te voorkomen dat ze ooit nog gebruikt zullen worden. De OPCW is het uitvoerend orgaan van het Verdrag chemische wapens (Chemical Weapons Convention, afkorting CWC) dat in 1997 van kracht werd.
In dit verdrag staat dat lidstaten al hun chemische wapens (op een milieuvriendelijke manier) moeten vernietigen, net als de installaties waar de wapens werden geproduceerd. Ook dienen de landen fabrieken, waar met bepaalde chemische stoffen wordt gewerkt, op te geven aan de OPCW en hun chemische industrieën te onderwerpen aan regelmatige inspecties.

## Lidstaten
Nagenoeg alle staten zijn lid van de OPCW.
Momenteel zijn er nog vier lidstaten van de Verenigde Naties die niet zijn toegetreden tot het CWC: Egypte, Israël, Noord-Korea, en Zuid-Soedan.

## Activiteiten
De volgende activiteiten worden ondernomen:
- Inspecties om te controleren dat voorraden chemische wapens daadwerkelijk worden vernietigd.
- Inspecties ter controle van industriële locaties waar gebruik wordt gemaakt van bepaalde chemische stoffen om erop toe te zien dat geen chemische wapens geproduceerd (kunnen) worden.
- Evalueren van opgaven van lidstaten over productie en verkoop van bepaalde chemicaliën.
- Het verlenen van technische hulp aan landen die een erfenis van chemische wapens hebben uit het verleden om deze landen te helpen met het opruimen ervan.
- Bevorderen dat alle landen toetreden tot het verdrag dat chemische wapens verbiedt.
- Internationale samenwerking, waarbij vreedzame chemische toepassingen worden gestimuleerd en hierbij wordt geassisteerd.[2]

Locaties waar chemische wapens worden vernietigd, worden continu gemonitord. Chemische fabrieken die stoffen maken die (ook) als grondstof voor chemische wapens kunnen dienen en chemische fabrieken die door de conventie verboden stoffen in kleine hoeveelheden maken voor vreedzame doelen, worden regelmatig geïnspecteerd. Een dergelijke inspectie wordt maximaal twee weken van tevoren aangekondigd en kan nooit gewijzigd worden.
Indien er sterke aanwijzingen zijn dat een lidstaat chemische wapens heeft gemaakt of gebruikt, kan op zeer korte termijn, bijvoorbeeld op aanvraag van een buurland, een verplichte inspectie worden georganiseerd. Deze zogenaamde "challenge inspections" zijn echter nog nooit uitgevoerd.
Een van de redenen om ook vreedzame toepassingen van chemie te ondersteunen is, dat meer landen hierdoor gemotiveerd zullen zijn lidstaat te zijn van de OPCW. De organisatie presenteert hiernaast ook andere voordelen om lid te zijn van de organisatie.

### Spionage
Op 4 oktober 2018 openbaarden de Nederlandse en Britse overheden dat in april 2018 medewerkers van de Russische militaire inlichtingendienst GROe (of GRU) hebben geprobeerd om het hoofdkantoor van de OPCW in Den Haag te hacken. De operatie werd verstoord door de Militaire Inlichtingen- en Veiligheidsdienst (MIVD), waarna de vier Russen werden uitgezet.

## Organisatie
De OPCW bestaat uit de volgende organen:
- het Technisch Secretariaat (TS)
- de Uitvoerende Raad (EC)
- de Conferentie van Lidstaten (CSP).

Het Technisch Secretariaat draagt zorg voor het dagelijks werk van de OPCW en assisteert de lidstaten in de Uitvoerende Raad en de Conferentie van Verdragspartijen.
De staf bestaat uit ongeveer 500 internationale functionarissen, onder wie circa 200 inspecteurs. De inspecteurs zien onder meer toe op de vernietiging van bestaande chemische-wapen-voorraden en de naleving van de verdragsbepalingen door de chemische industrieën in de lidstaten. Ook ondersteunt het Technisch Secretariaat de lidstaten met de implementatie van het CWC op nationaal niveau, bijvoorbeeld door hun wetgeving.
De Conferentie van Verdragspartijen is het hoofdorgaan van de OPCW en alle lidstaten (188 in mei 2013) zijn hierin vertegenwoordigd. De Conferentie komt jaarlijks bijeen en ziet toe op de toepassing van het verdrag.
De Uitvoerende Raad bestaat uit 41 lidstaten die voor een periode van twee jaar zitting hebben in de Raad. De Uitvoerende Raad komt vier keer per jaar bijeen; soms vaker wanneer er belangrijke besluiten dienen te worden genomen.
De officiële talen van de OPCW zijn Engels, Frans, Russisch, Chinees, Spaans en Arabisch.

### Directeur-generaal (DG)

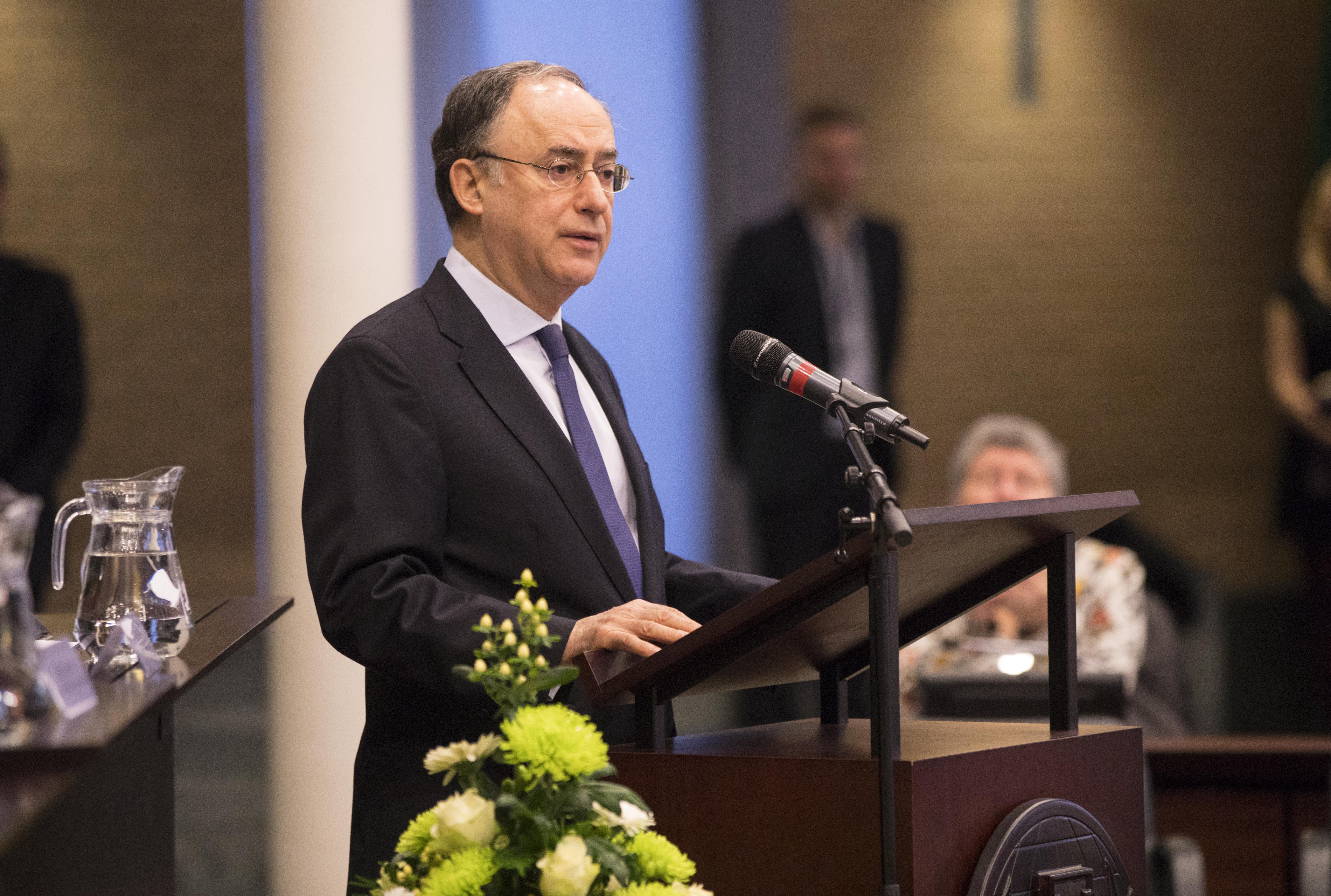
Fernando Arias (2018)

Bij de benoeming van de eerste drie DG's werd gekozen voor beroepsdiplomaten, hoewel dit geen voorwaarde is. De DG wordt voor een periode van vier jaar benoemd en is daarna eenmaal voor vier jaar herkiesbaar. Bustani werd al in 2000 herbenoemd, maar is op aandringen van de Verenigde Staten daarna vervroegd ontslagen.
Zijn opvolger Pfirter kwam uit hetzelfde continent wat in eerste instantie tot verwondering leidde.
DG is sinds juli 2018 de Spaanse diplomaat Fernando Arias (in 2014-2018 Ambassadeur in Nederland en Permanent Vertegenwoordiger van Spanje bij de OPCW) met sinds januari 2019 als plaatsvervanger de Kameroense diplomate Odette Melono (in 2008-2018 Ambassadeur in Nederland en Permanent Vertegenwoordiger van Kameroen bij de OPCW).
In november 2021 werd Fernando Arias herbenoemd voor een tweede termijn (25 juli 2022 - 24 juli 2026 ) als DG door de Conference of States Parties te Den Haag, de algemene vergadering van alle lidstaten
| Herkomst   | Directeur-generaal | Aantreden    |
| ---------- | ------------------ | ------------ |
| Brazilië   | José Bustani       | 13 mei 1997  |
| Argentinië | Rogelio Pfirter    | 25 juli 2002 |
| Turkije    | Ahmet Üzümcü       | 25 juli 2010 |
| Spanje     | Fernando Arias     | 25 juli 2018 |

### Conference of States Parties (CSP)
De Conference of States Parties (CSP) is de algemene vergadering van alle lidstaten van de OPCW die jaarlijks bijeenkomt om de uitvoering van het Verdrag inzake chemische wapens (CWC) te beoordelen en belangrijke beslissingen te nemen met betrekking tot de toekomstige werkzaamheden van de organisatie. De CSP ziet toe op de verdere uitvoering van de CWC, de bevordering van de doelstellingen van het verdrag en toetst de internationale naleving ervan.

## Vestigingslocatie
In juni 1992 heeft de ontwapeningsconferentie van de Verenigde Naties in Genève Den Haag aangewezen als vestigingsplaats van de OPCW. Het eerste kantoor lag aan de Laan van Meerdervoort. Vervolgens werd tijdelijk kantoorruimte betrokken in het voormalige Aegongebouw tegenover het Congresgebouw.
Tegenwoordig is de OPCW gehuisvest in een speciaal gebouwd pand aan de Johan de Wittlaan te Den Haag, aan de andere kant van het Congresgebouw. Het halfronde gebouw heeft acht verdiepingen en een oppervlakte van 15.000 m². Het is voor de OPCW ontworpen door het Amerikaanse architectenbureau Kallmann McKinnell & Wood en voldoet geheel aan de specifieke eisen die een internationale verdragsorganisatie aan een kantoorgebouw stelt. Op 20 mei 1998 vond de officiële opening van het gebouw plaats door koningin Beatrix.
Vanwege de vorm van het gebouw wordt het wel the Mushroom (de Paddenstoel) genoemd.
Het OPCW ChemTech Centre bevindt zich aan de Stoomweg te Nootdorp.

## Monument

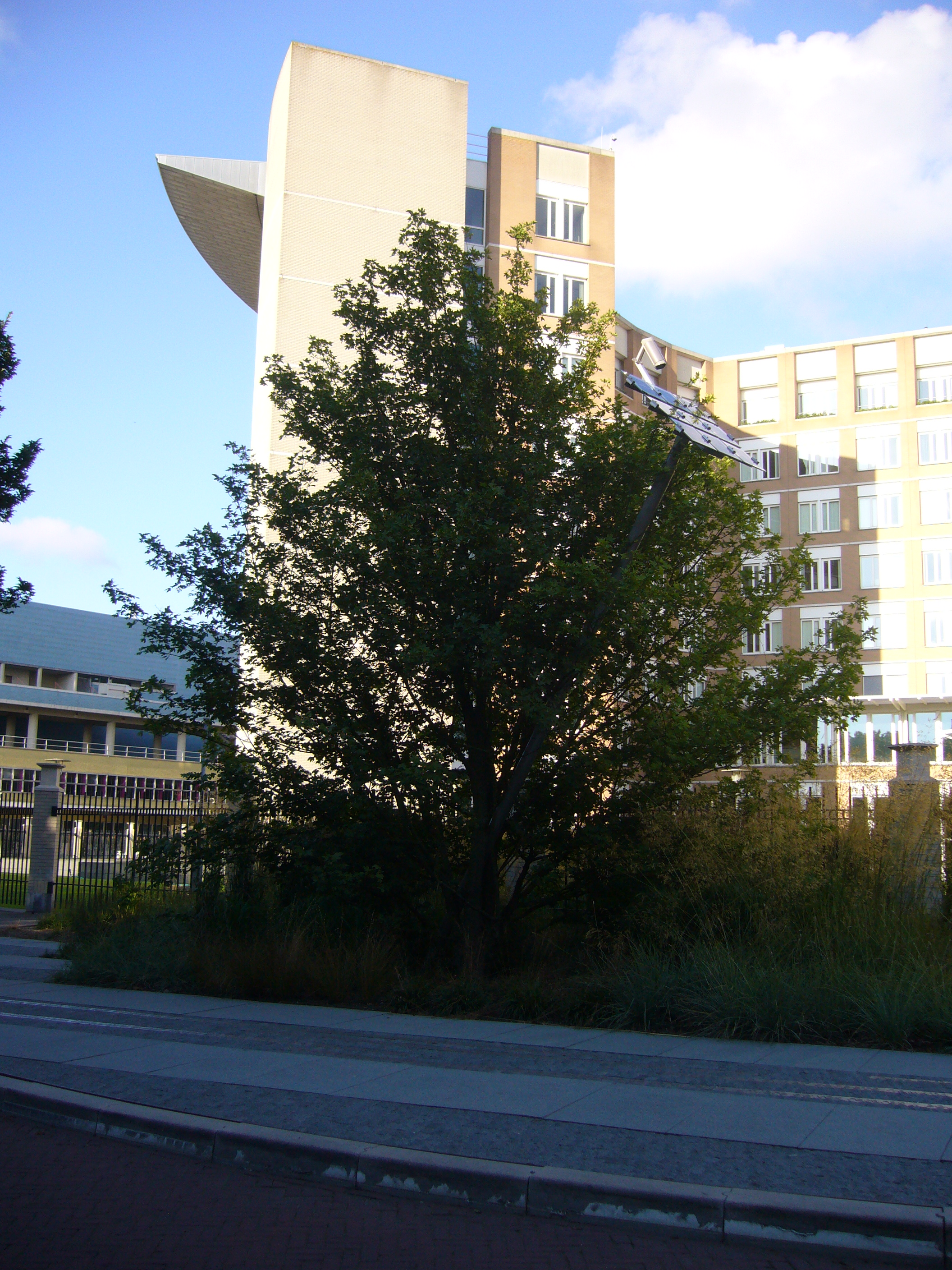
OPCW-monument

Om te vieren dat de OPCW tien jaar bestaat, is op 7 mei 2007 een monument onthuld door koningin Beatrix ter herinnering aan alle slachtoffers van chemische wapens.
Het monument is een ontwerp van Voebe de Gruyter (1960) en bestaat uit drie bomen. Er is een acht meter hoge boom, die zuurstof afgeeft. Daardoorheen is (zie foto) van linksonder naar rechtsboven een tweede boom gestoken. Deze is gemaakt van een dikke stalen buis, waarop zonnepanelen zijn gemonteerd; zij geven energie aan een webcam voor de derde boom: een virtuele boom.
In de stoep staat in zeven verschillende talen (Nederlands, Engels, Frans, Spaans, Russisch, Chinees en Arabisch) de volgende tekst: "Deze samenstellende boom bevindt zich in vaste toestand, onder het vriespunt. Door lichtdeeltjes uit jouw blik kan hij ontdooien, er deels mee versmelten."

## Kritiek
Critici stellen vragen niet zozeer bij de chemische onderzoeken, dan wel bij de conclusies waarin een van de strijdende partijen in een gewapend conflict verantwoordelijk geacht wordt voor het gebruik van chemische wapens. Uit een gelekt intern document zou blijken dat sommige conclusies werden “bijgeschaafd” zonder feitelijke basis.